# Elecciones presidenciales de Guatemala de 1930
Las elecciones presidenciales se celebraron en Guatemala el 29 de diciembre de 1930.
El Congreso eligió como presidente provisional al entonces Presidente del Congreso José María Reina Andrade (Partido Liberal). Juramentó al cargo el 2 de enero de 1931.